# Klarinet

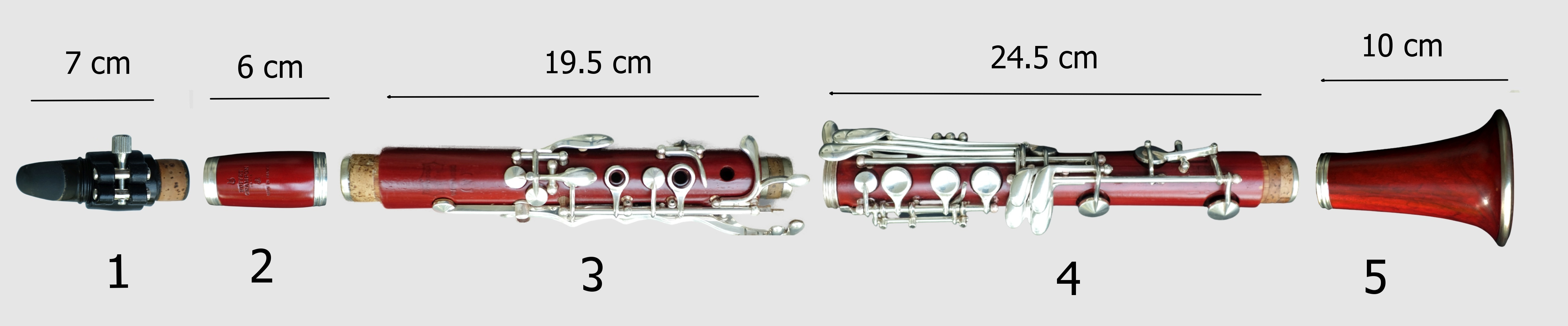
1. hubička, 2. soudek, 3. horní díl, 4. spodní díl, 5. ozvučník

Klarinet je jednoplátkový dřevěný dechový hudební nástroj. Název pochází z italského clarinetto – malá trubka, neboť jeho zvuk ve vyšších polohách připomíná zvuk trubky (clarina). Z klarinetu se vyvinuly další nástroje, například saxofon. Klarinet má široké využití v sólové i komorní hudbě, je standardní součástí komorních i symfonických orchestrů a hraje důležitou roli v mnoha hudebních žánrech: klasická hudba, jazz, dechovka, folk a další. V Sachsově–Hornbostelově systematice je uveden pod číslem 422.211.2.

## Historie

### Chalumeau
Jednoplátkové nástroje se používaly již v antice, samotný klarinet se však vyvinul z barokního nástroje chalumeau. Tento nástroj však v mnohém připomínal zobcovou flétnu – měl pouze jednu nebo dvě klapky a neměl ještě klapku na přefuky.

### Vzrůstající počet klapek
Kolem roku 1700 k chalumeau přidal německý nástrojař Johann Christoph Denner dodatečnou klapku na přefuky, čímž se z jeho nástroje stal přímý předchůdce klarinetu (stále měl ale pouze dvě klapky) – viz obrázek vpravo. Pro hraní nižších tónů se ale moc nehodil, a proto ještě zcela chalumeau nevytlačil. 4. a 5. klapku pravděpodobně zavedl vynikající český klarinetista Josef Beer a proto v Mozartově době měly klarinety již pět klapek a osm dírek.
6. klapku doplnili koncem 18. století nezávisle na sobě pařížský klarinetista Jean Xavier Lefévre a vídeňští klarinetisté Anton a Johann Stadlerové.
Problémem pro všechny klarinety byly podlepky u klapek, které těsnily nedokonale, což mělo za následek zhoršení tónových vlastností. Tento nedostatek nástrojaři často řešili omezováním počtu klapek, což mělo za následek menší pohodlí při hraní. Ruský klarinetista Ivan Müller vynalezl v roce 1812 nové kožené podlepky, které byly jako první plně vzduchotěsné a s jejich pomocí sestavil klarinet se šesti dírkami a třinácti klapkami. Tento klarinet se vyznačoval mnohem čistším laděním než dosud, výška tónu se mohla upravovat nátiskem rtů.

### Cesta k dnešním klarinetům
Na základě propočtů Theobalda Böhma sestavil francouzský nástrojař Hyancithe Klosé v roce 1839 první klarinet s tzv. Boehmovou mechanikou (sám Böhm ještě před ním takto zkonstruoval příčnou flétnu). V roce 1867 dosáhl tento typ nástroje své plnoklapkové podoby, která má 20 klapek a 7 brýlí. Tyto klarinety se staly celosvětovým standardem a používají se dodnes.

## Popis a stavba

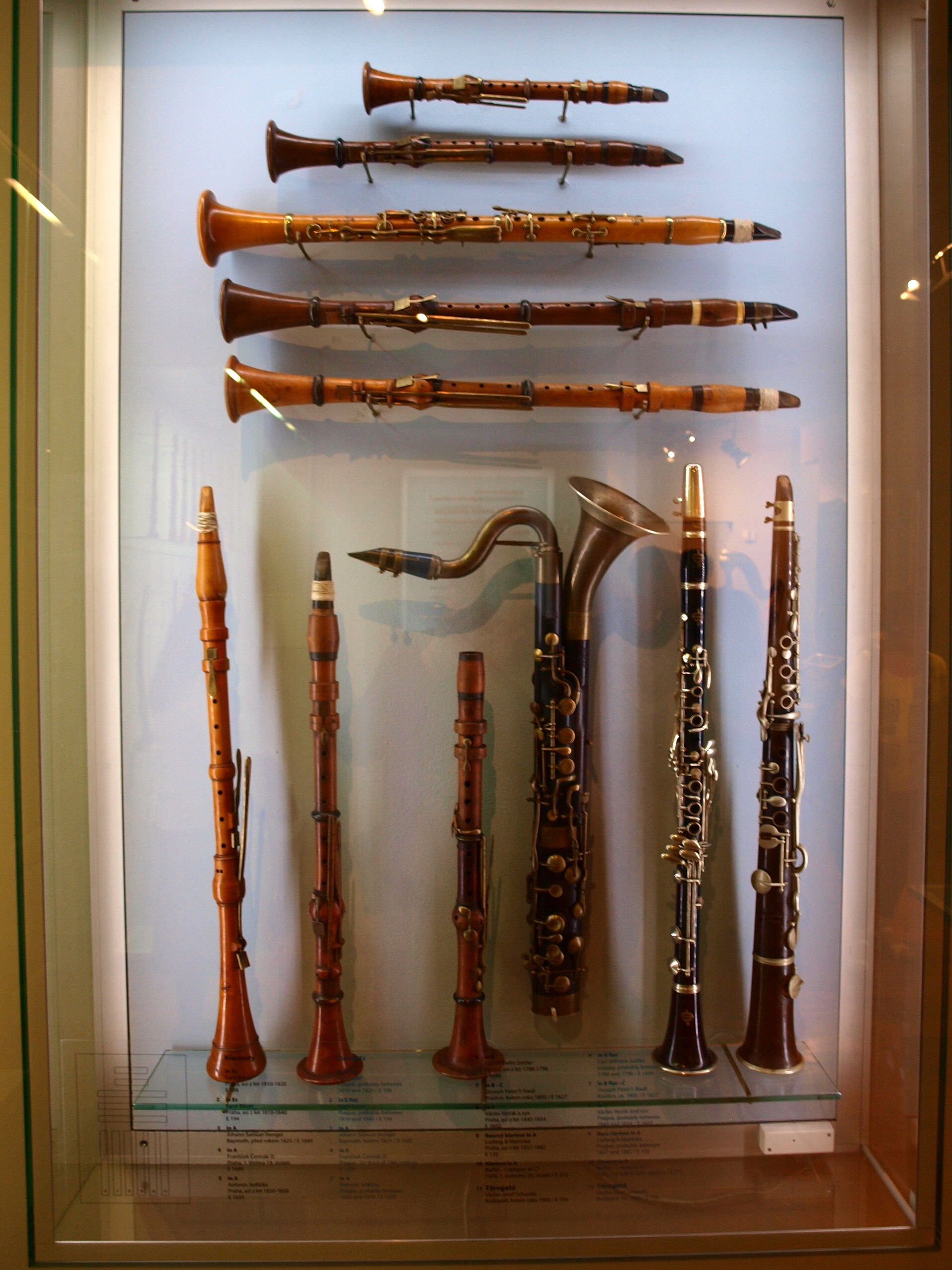
Klarinety v oddělení dechových nástrojů Českého muzea hudby v Praze

Klarinety se nejčastěji vyrábějí z grenadillového, ebenového nebo zimostrázového dřeva, řidčeji i z umělých hmot. Klapky jsou nejčastěji stříbrné barvy a vyrábějí se z niklové mosazi, mosazi, stříbra nebo zlata. Celková délka klarinetu 69 cm (u A klarinetu 71 cm) a vnitřní průměr je asi 13 mm. Nástroj se z důvodů snadnější přepravy dá rozložit do pěti dílů:
- hubička – vyrábí se z tvrzeného kaučuku, moderní typy z umělých hmot jako ebonit nebo akrylát. Existují i dřevěné, skleněné nebo kovové varianty. Na hubičku je pomocí strojku (ligatury) připevněn sedmicentimetrový plátek, který se rozechvívá proudem vzduchu z úst a takto se rozezvučí i celý nástroj. Dodnes je jediným používaným materiálem pro plátky dřevo z trstě rákosovité (Arundo donax), umělé materiály vykazují o mnoho horší zvukové vlastnosti.
- soudek – jemným povytažením soudku lze dosáhnout snížení tónu klarinetu (zejména ve střední poloze), což je vhodné pro ladění vůči jiným nástrojům
- horní díl – ovládán hlavně levou rukou
- spodní díl – ovládán hlavně pravou rukou
- ozvučník (korpus) – zlepšuje zvuk hlubokých tónů
- plátky – jsou nedílnou součástí klarinetu, při jejich výběru se musí dbát na dispozice muzikanta – to hraje roli při výběru tvrdosti plátku (druhy Vandoren, Amati, RICO …)

### Fyzika
Klarinet se chová podobně jako jazýčková varhanní píšťala: jeden konec je pevný (hubička) a druhý může volně vibrovat. Přestože je klarinet přibližně stejně dlouhý jako příčná flétna, zní přibližně o oktávu níže (příčná flétna má oba konce volné).
Díky válcovitému tvaru se sudé vyšší harmonické frekvence v hluboké poloze neozývají (při vyšších tónech už ano). Při přefuku do druhého rejstříku tedy klarinet „vynechává“ oktávu (druhou vyšší harmonickou frekvenci) a zní v duodecimě (oktáva+kvinta). To má za následek širší tónový rozsah v porovnání s nástroji, které přefukují do oktávy (např. již zmíněná příčná flétna). Jednotlivé rejstříky mají i své názvy:
- šalmajový rejstřík – od e do e¹, má temnou barvou tónu (název je odvozen od středověkého nástroje chalumeau, nikoli šalmaje)
- slabý šalmajový rejstřík – od f¹ do b¹, má matnou barvu tónu
- jasný rejstřík – od h¹ do c³, má sytou barvou tónu
- vysoký rejstřík – od cis³, tóny jsou stále ostřejší.

### Hmatové systémy
V průběhu historického vývoje klarinetu se prosadily dva hmatové systémy: Boehmův (neboli francouzský) a Oehlerův (německý) systém, který je rozšířen zvláště v Německu a Rakousku a je odvozený od hmatového systému barokních zobcových fléten. Systémy mají jinou soustavu klapek a dírek, Boehmův systém (v českých zemích nejpoužívanější) má také širší hubičku a plátek, což umožňuje relativně vyšší flexibilitu hry. Zní o něco ostřeji než např. německý systém, což se ale dá odstranit vhodným nátiskem rtů.

## Typy klarinetů

### Běžně užívané typy
- B klarinet je nejrozšířenější a používá se ve všech stylech, od klasické hudby po jazz. Zní vždy o tón níže než v notovém zápise, například nota C v notovém zápise zní jako nota B (od toho je také odvozen název tohoto typu klarinetu).
- A klarinet má oproti B klarinetu o něco málo jemnější zvuk, rozdíl je však těžko postřehnutelný. Využívá se hlavně ve skladbách, kde je v předznamenání více křížků a hra na B klarinet by byla technicky obtížnější (například zápis skladby znějící v A dur pro A klarinet nemá žádný křížek, pro B klarinet křížků pět). A klarinet zní o malou tercii níže než v notovém zápise, například nota C v notovém zápise zní jako tón A.
- Es klarinet se používá ve větších orchestrech a dechovkách a může dosáhnout vyšších tónů než tradiční B klarinet. Zní o malou tercii výše než v notovém zápise.
- Basklarinet in B se používá v symfonických orchestrech, klarinetových souborech a také v jazzu. Zní o oktávu níže než B klarinet.

### Méně často užívané typy
- G klarinet se používal takřka výhradně ve Vídeňském šramlu.
- C klarinet byl hojně využívaný v 19. století díky tomu, že se pro něj nemusely transponovat notové zápisy.
- Basetový roh in F si oblíbil zejména W. A. Mozart (použil ho v několika svých operách, komorních skladbách a Rekviem) a také Richard Strauss. Zní o kvintu níže než v notovém zápise.

### Neobvyklé typy
- As klarinet hrál dříve nejvyšší hlas v italské dechové hudbě, dnes je nahrazován Es klarinetem.
- D klarinet se vzácně používal v barokní hudbě (klarinetový koncert Johanna Melchiora Moltera) a vídeňské taneční hudbě (Johann Strauss mladší).
- Basetový klarinet in A je podobný basetovému rohu a od tradičního A klarinetu se liší přidanými nejnižšími tóny Dis, D, Cis a C. Mozart zkomponoval svůj klarinetový koncert KV 622 právě pro tento nástroj, dnes se však nejnižší pasáže transponují o oktávu výše, aby se koncert dal zahrát na obvyklý A klarinet. V současnosti se tento nástroj ještě vyrábí a tak je možné zjistit, jak toto dílo Mozart skutečně zamýšlel, viz Wikimedia Commons:  1. věta –  2. věta –  3. věta

V některých dechových souborech se občas používá i altový klarinet in Es a kontraaltový klarinet in Es. Existují i další typy basových klarinetů, ale bylo zkonstruováno jen velmi málo exemplářů: kontrabasový klarinet in B, subkontraaltový in Es a subkontrabasový klarinet in B.
S rozvojem hudby využívající mikrointervaly vyvstal požadavek na zkonstruování typu klarinetu, který by je dokázal zahrát. Nástrojař Fritz Schüller (1883-1977) zkonstruoval čtvrttónový klarinet, který je složený ze dvou trubic, přičemž jedna je laděná o čtvrttón níže než druhá. Mají společnou hubičku a zařízení na přepínání mezi oběma trubicemi.
V turecké dechové hudbě se používají klarinety vyráběné z kovu, podobají se sopránovému saxofonu, ale používající Boehmovu mechaniku.

## Použití v hudbě

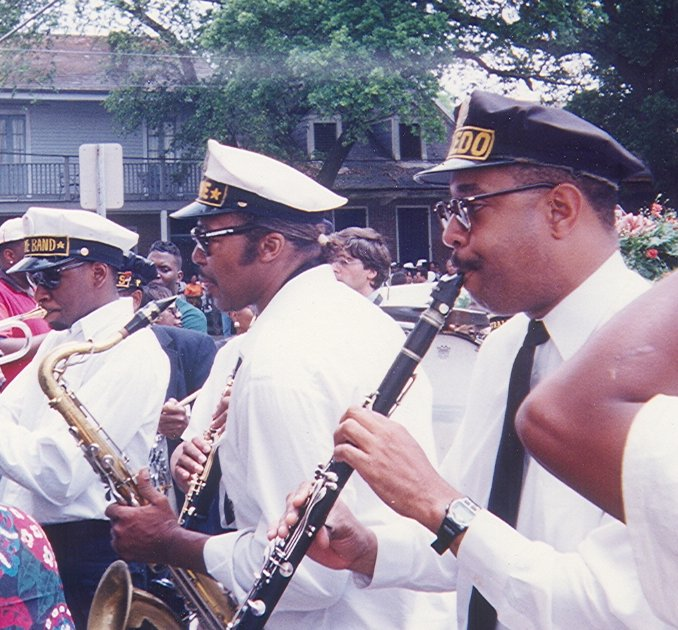
Dechová kapela z New Orleansu

### Sólová hra
Základní klarinetový repertoár se skládá převážně z koncertů a sonát. Nejznámější koncerty pro klarinet a orchestr složili Wolfgang Amadeus Mozart, Carl Maria von Weber, Louis Spohr, Felix Mendelssohn-Bartholdy, Claude Debussy, Igor Stravinskij a Aaron Copland, z českých skladatelů pak František Kramář, František Antonín Rössler, Leopold Koželuh, Karel Stamic, František Tadeáš Blatt a Václav Tuček. Nejznámější sonáty či sonatiny pro sólový klarinet a klavír složili Johannes Brahms, Francis Poulenc, Camille Saint-Saëns, Malcolm Arnold, Paul Hindemith a z českých skladatelů např. Bohuslav Martinů.

### Komorní hudba
Klarinety jsou využívané ve většině dechových komorních souborů: nejrozšířenějším je dechový kvintet – příčná flétna, hoboj, klarinet, fagot a lesní roh; dále klarinetový kvartet – tři B klarinety a jeden basklarinet (například Clarinet factory,.Four Sticks …), dechový kvartet – příčná flétna, hoboj, klarinet, fagot, a mnoho dalších

### Orchestr
V barokních orchestrech se chalumeau neprosadil a klarinety se staly trvalou součástí orchestrů až od dob klasicismu. V romantickém symfonickém orchestru jsou většinou obsazeny 2 klarinety, v modernějším repertoáru se k nim často přidává Es klarinet či basklarinet. Důležitou úlohu hrají klarinety i v dnešních dechových orchestrech, hojně využívaných např. v armádě.

## Slavní klarinetisté
Mezi nejlepší současné světové klarinetisty patří Michel Arrignon, Martin Fröst, Sharon Kam, Sabine Meyer, Paul Meyer, Paolo Beltramini, Nicolas Baldeyrou, Julian Bliss, Eddie Daniels a další. Klarinetovými legendami v jazzové hudbě se stali Američané Benny Goodman a Artie Shaw.
Mezi nejznámější české klarinetisty patřili a patří např. Ludmila Peterková, Ivan Doksanský, Bohuslav Zahradník, Vladimír Říha, Karel Dlouhý, Karel Fojtík, Jiří Kotal, Miloš Bydžovský starší, Miloš Bydžovský mladší, Milan Kostohryz, Artur Holas, Jiří Kratochvíl, Petr Čáp, Karel Dohnal, Milan Řeřicha, Petr Škrobálek, Kamil Doležal, Vlastimil Mareš, Jan Mach, Milan Polák, František Bláha, Tomáš Kopáček, Floex (Tomáš Dvořák), klarinetový soubor Clarinet Factory a další.